# Valentin Vanbaleghem
Valentin Jean-Michel Vanbaleghem (Lomme, 9 oktober 1996) is een Frans voetballer die sinds 2022 uitkomt voor CS Sedan.

## Clubcarrière
Vanbaleghem genoot zijn jeugdopleiding bij Lille OSC. In het seizoen 2013/14 door naar het B-elftal van de club, dat toen uitkwam in de CFA. Op 7 januari 2017 maakte hij zijn officiële debuut in het eerste elftal van de club: in de Coupe de France-wedstrijd tegen AS Excelsior (4-1-winst) liet trainer Patrick Collot hem in de 66e minuut invallen voor Julian Palmieri.
In het seizoen 2017/18 werd Vanbaleghem door Lille uitgeleend aan Les Herbiers VF. Naast 24 wedstrijden in de Championnat National speelde Vanbaleghem dat seizoen ook vier competitiewedstrijden voor het B-elftal van de club in de Championnat National 3. Het seizoen van Les Herbiers werd vooral gekleurd door de verrassende kwalificatie voor de finale van de Coupe de France. Vanbaleghem kwam in de finale tegen Paris Saint-Germain aan de aftrap en werd na 62 minuten gewisseld voor Adrian Dabasse.
In juni 2018 maakte Vanbaleghem de definitieve overstap naar tweedeklasser LB Châteauroux. Daar speelde hij twee seizoenen. In oktober 2020 tekende de transfervrije Vanbaleghem bij de Italiaanse derdeklasser AC Perugia Calcio, waarmee hij op het einde van het seizoen promoveerde naar de Serie B. Na een half seizoen in de Serie B, waar hij vooral als invaller fungeerde.
In januari 2022 tekende Vanbaleghem, wiens contract bij Perugia in onderling overleg werd stopgezet, bij de Belgische tweedeklasser Excelsior Virton. In zijn eerste officiële wedstrijd stond Vanbaleghem meteen aan het kanon voor Virton, al leverde dit wel geen punten op, want de Luxemburgers verloren met 2-1 van KMSK Deinze. Vanbaleghem speelde tien competitiewedstrijden voor Virton, dat laatste eindigde in Eerste klasse B maar zich door het faillissement van Excel Moeskroen uiteindelijk wel handhaafde.
Na twee seizoenen in het buitenland keerde Vanbaleghem terug naar Frankrijk:  in mei 2022 tekende hij bij derdeklasser CS Sedan.